# طاولة الليمون (قصص قصيرة)
طاولة الليمون (بالإنجليزية: The Lemon Table)‏ هي مجموعة قصص قصيرة للكاتب الإنجليزي جوليان بارنز، نشرت عام 2004، عن دار نشر جوناثان كيب.